# Ogród Yuyuan

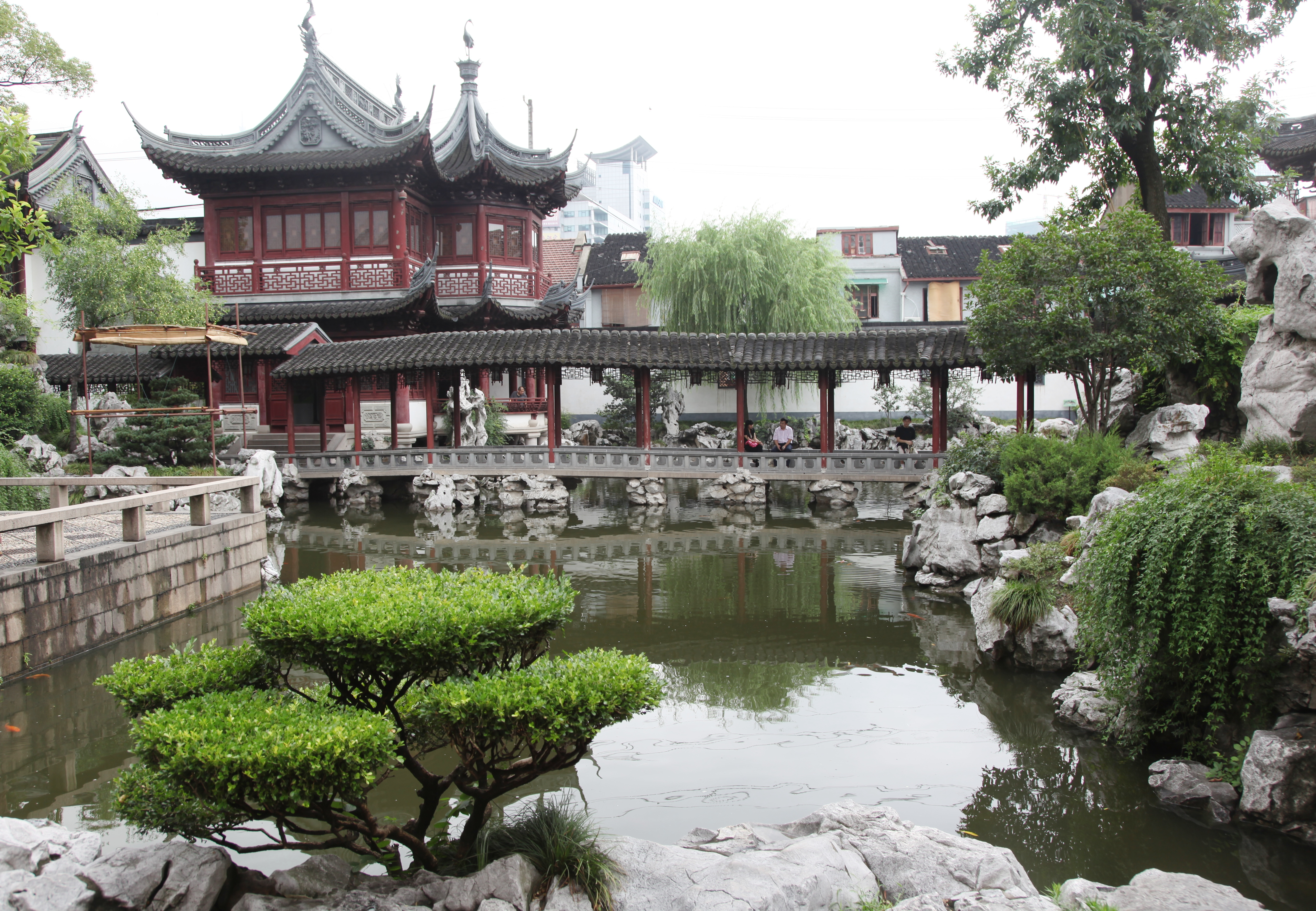
Widok na jedną z części ogrodu

Ogród Yuyuan (chiń. upr. 豫园; chiń. trad. 豫園; pinyin Yùyuán) – zabytkowy ogród, znajdujący się na terenie starego miasta w Szanghaju.
Utworzył go w latach 1559–1577 Pan Yunduan, gubernator Syczuanu, jako miejsce wypoczynku dla swojego starego ojca. Po wygaśnięciu rodu Pan u schyłku dynastii Ming ogród popadł w ruinę, odnowiono go w latach 1760–1780. W połowie XIX wieku, podczas wojen opiumowych i powstania tajpingów, został poważnie zniszczony. Dopiero po utworzeniu Chińskiej Republiki Ludowej przeprowadzono w latach 1956–1961 jego gruntowną restaurację, wtedy też został wpisany na listę zabytków i otwarty jako publiczny park.
Ogród zajmuje powierzchnię 2 hektarów. Składa się z kilku części przedzielonych białymi murami, zwieńczonymi podobiznami smoków. Poza głazami i zbiornikami wodnymi ozdabiają go liczne elementy małej architektury, takie jak mostki, pawilony czy stele pamiątkowe. Najsłynniejszym elementem ogrodu jest ważący 5 ton kamień o fantazyjnym kształcie, z licznymi porowatymi otworami, pochodzący rzekomo z jeziora Tai Hu w prowincji Jiangsu; zgodnie z podaniami stanowił dawniej własność cesarza Song Huizonga. Obok ogrodu znajdują się liczne atrakcje turystyczne: świątynia boga miasta, słynna restauracja Nanxiang oraz kramy z tradycyjnym rękodziełem.

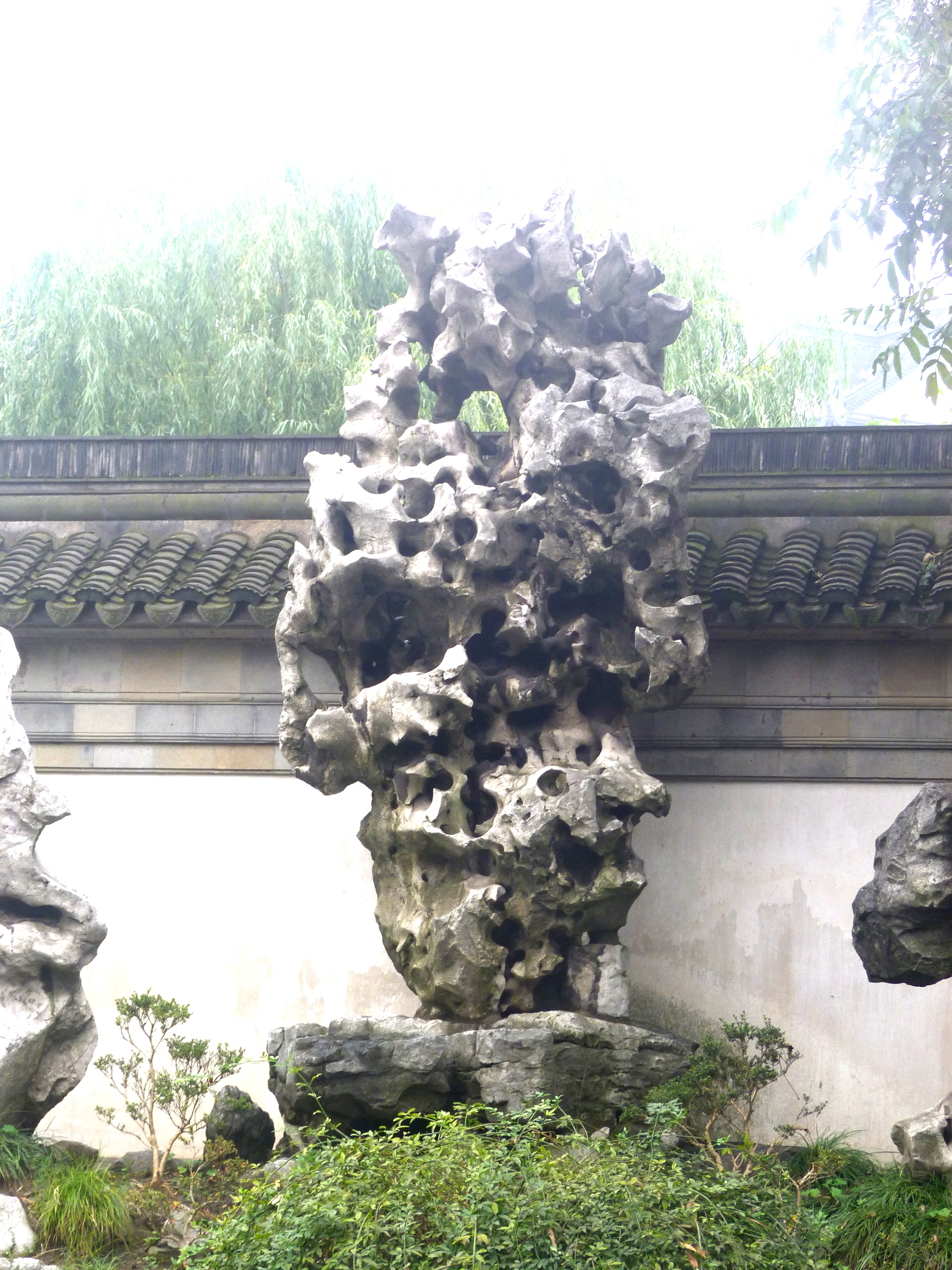
Słynny porowaty kamień z ogrodu
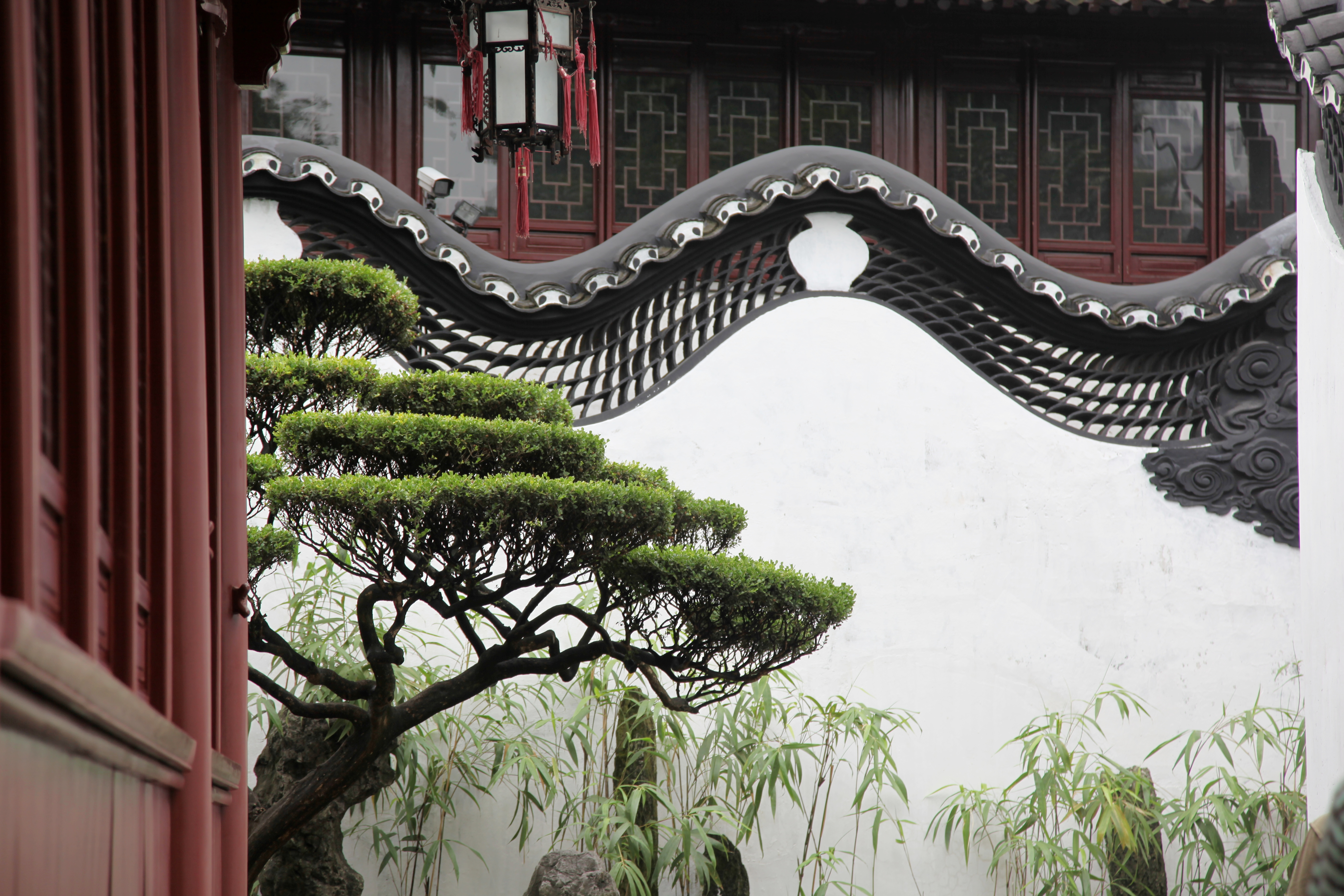
Oddzielający poszczególne części ogrodu biały mur zwieńczony podobizną smoka
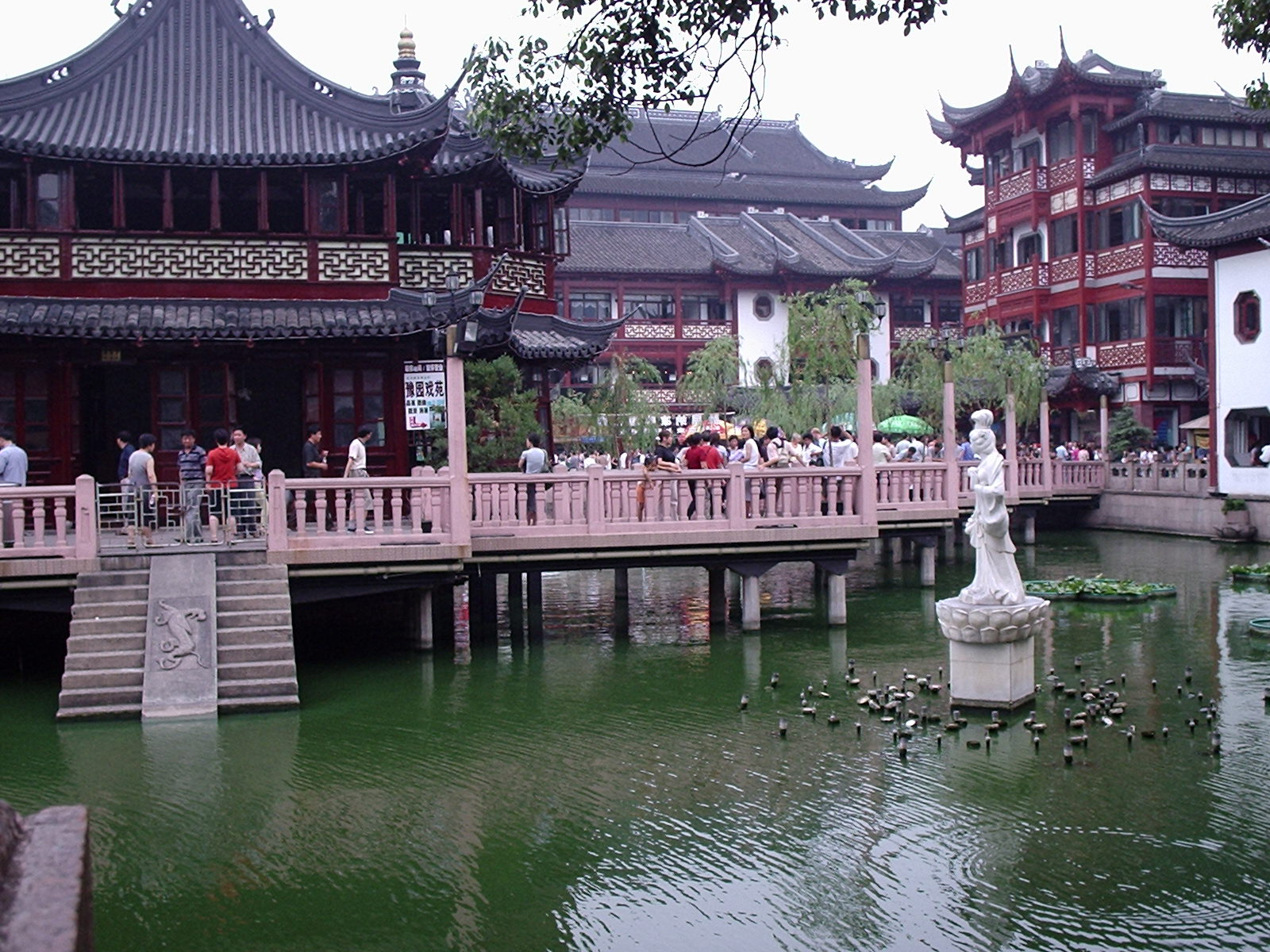
Jeden ze zbiorników wodnych i nadbrzeżne pawilony
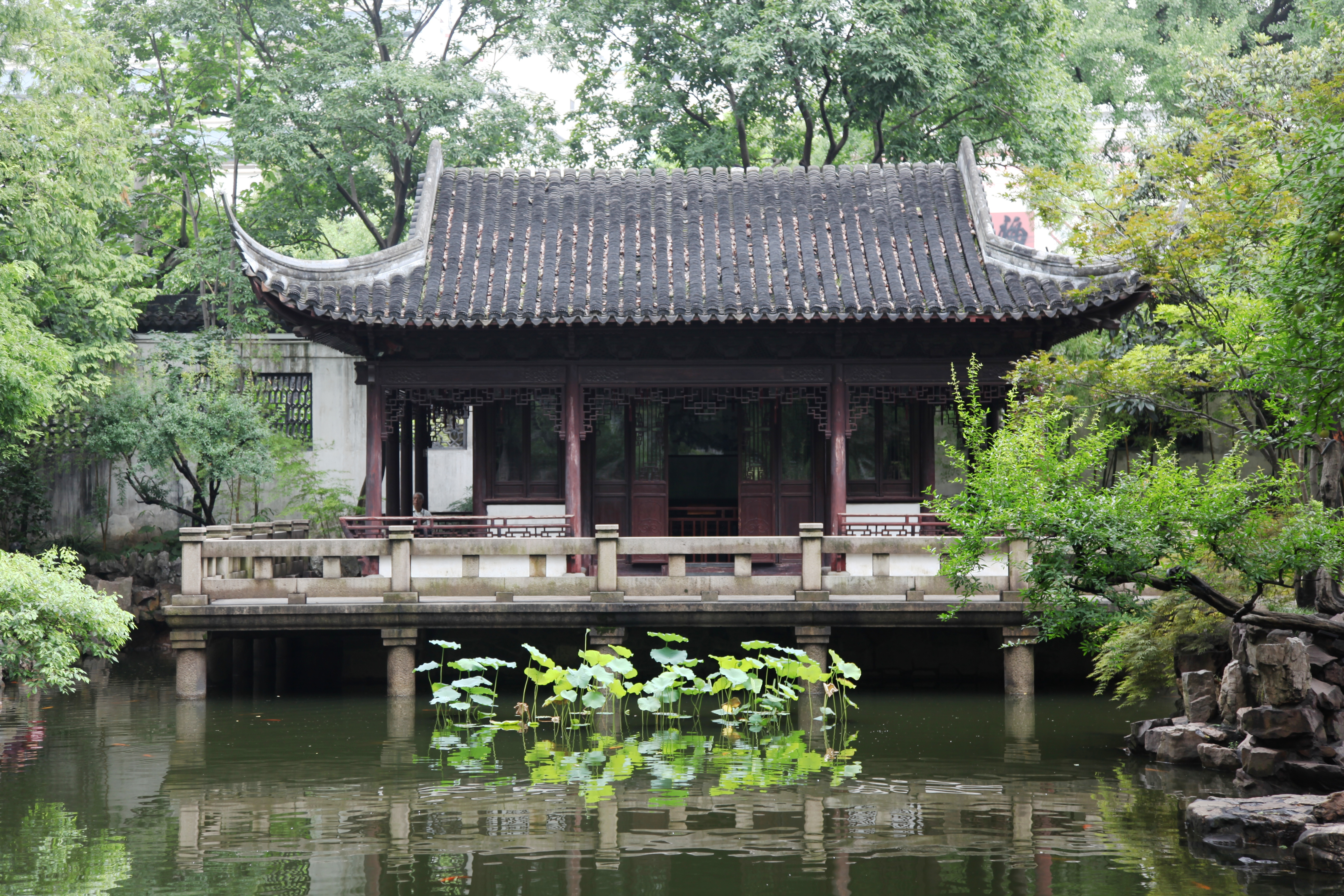
Jeden z ogrodowych pawilonów
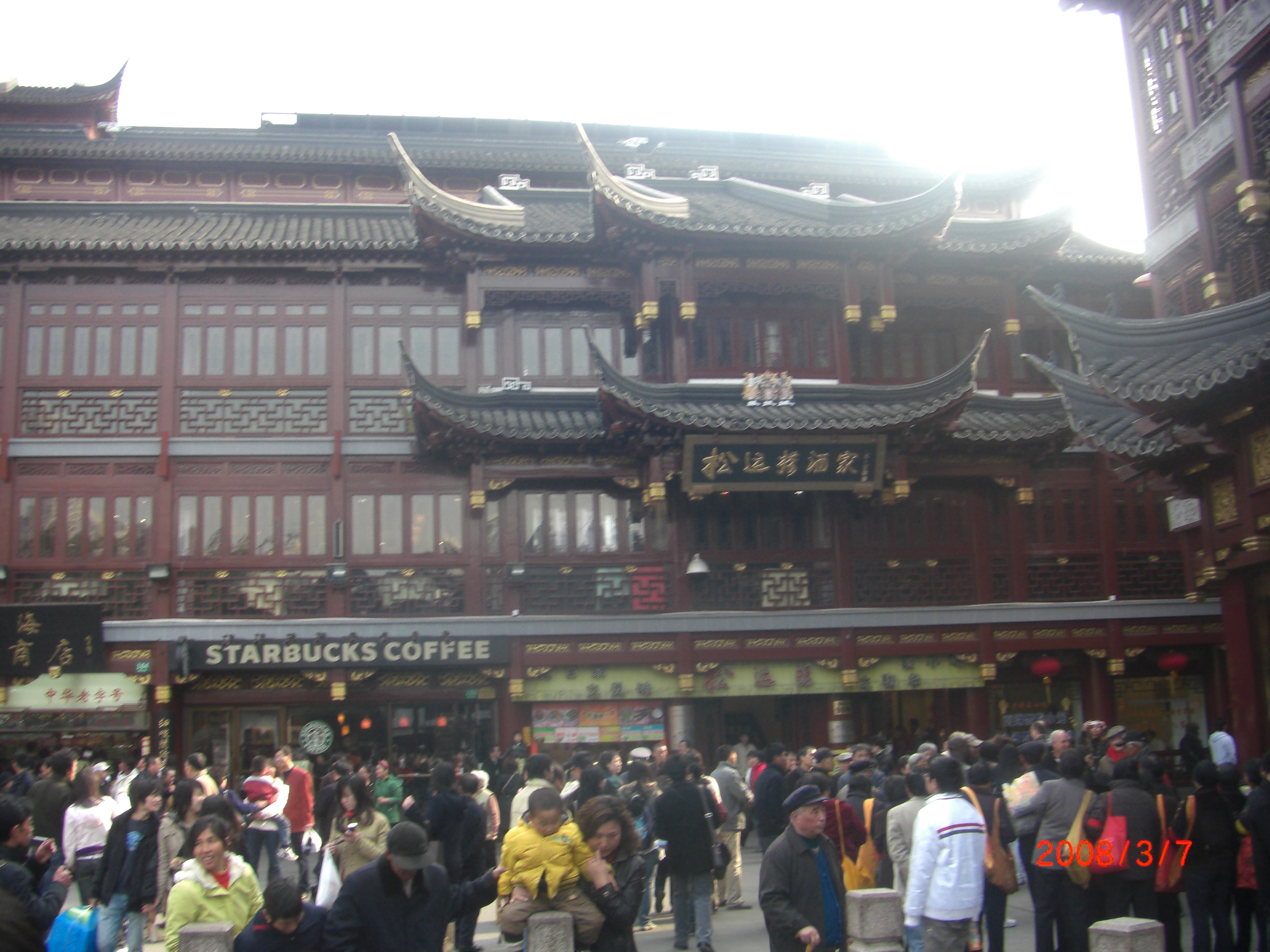
Przylegające do ogrodu targowisko
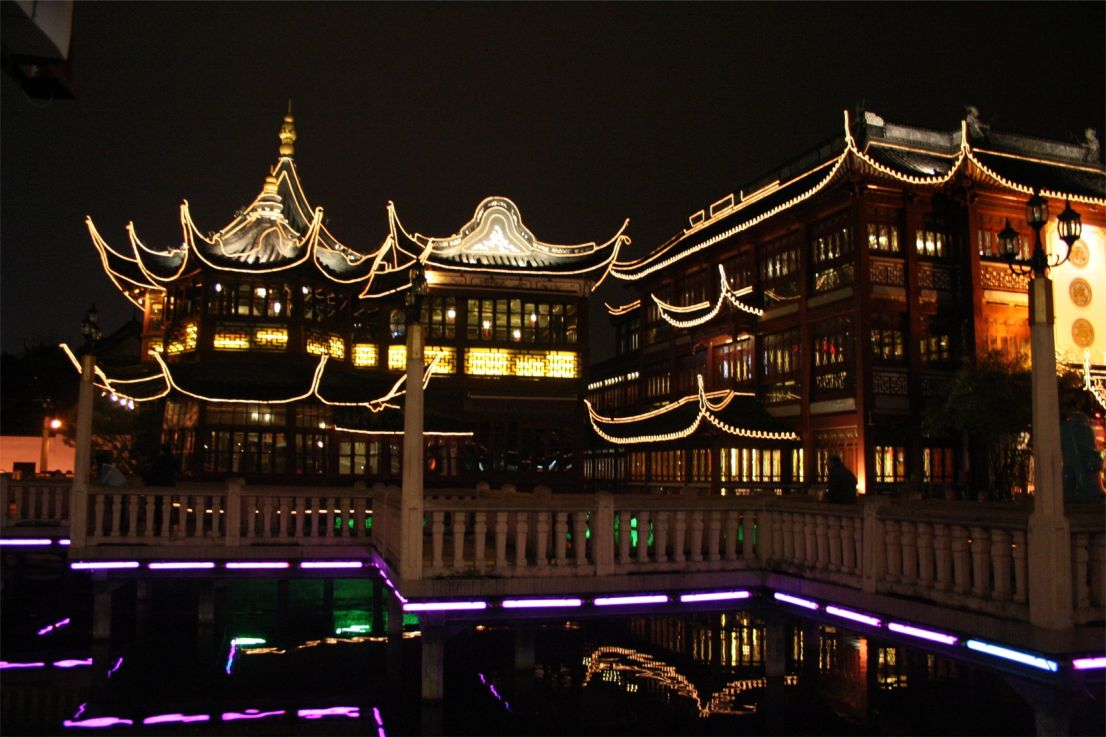
Ogrodowe pawilony nocą
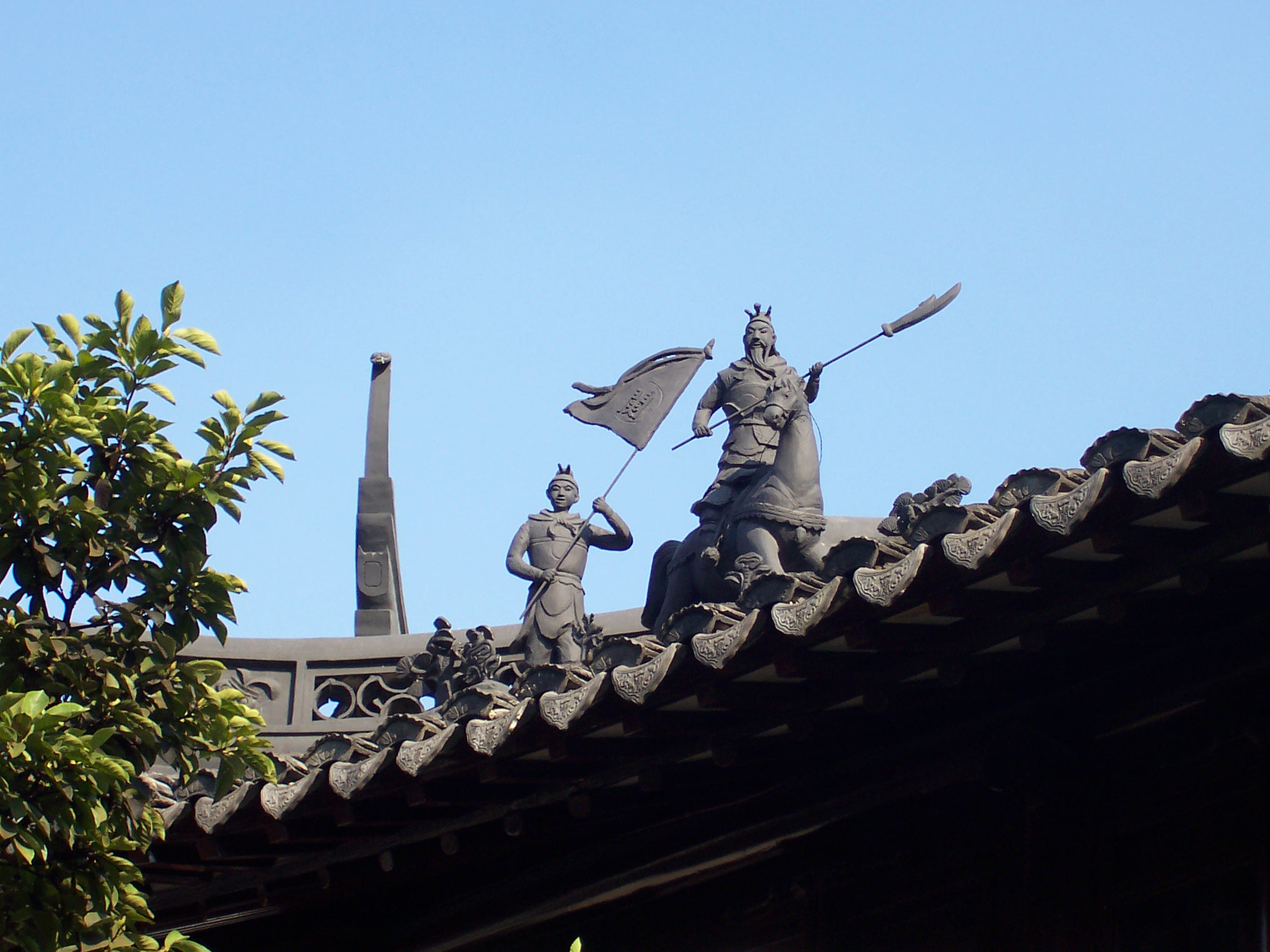
Figura generała Guan Yu na dachu jednego z pawilonów